# Ryūhei Niwa
Ryūhei Niwa (jap. 丹羽 竜平 Niwa Ryūhei; ur. 13 stycznia 1986) – japoński piłkarz występujący na pozycji obrońcy.

## Kariera klubowa
Od 2004 do 2016 roku występował w klubach Vissel Kobe, Cerezo Osaka, Sagan Tosu i JEF United Chiba.